# Нойшванштайн

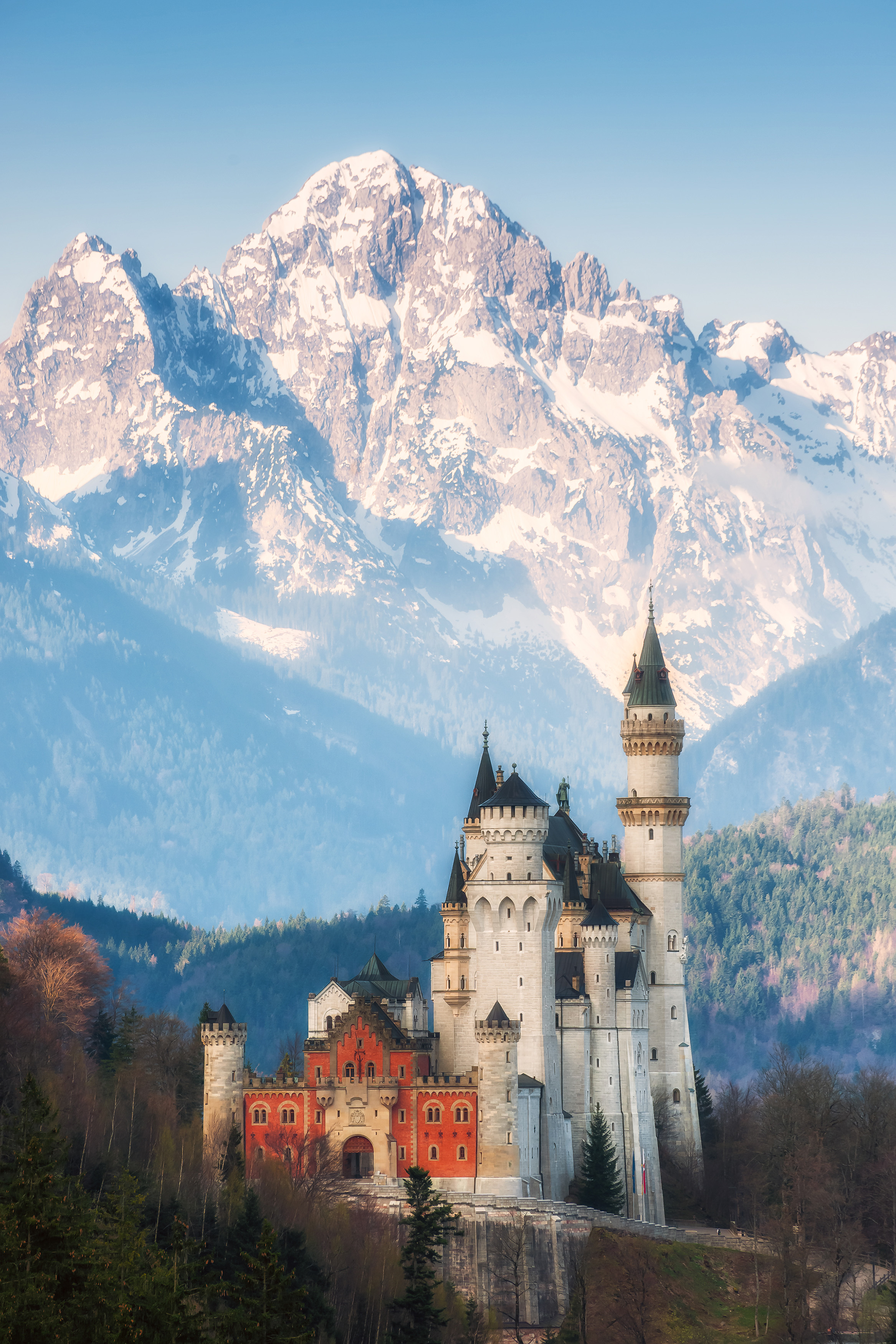
Замок Нойшванштайн на тлі гір, Німеччина

Замок Нойшванштайн (нім. Schloss Neuschwanstein, МФА: [nɔy’ʃvanʃtain] — «Нова лебедина скеля») — замок XIX століття, що знаходиться поблизу містечка Фюссен та замку Гоеншванґау в південно-західній Баварії, недалеко від австрійського кордону. Палац є колишньою резиденцією останнього короля Баварії Людвіга II, і був побудований на його замовлення на знак пошани до Ріхарда Вагнера.
Замок повинен був стати особистим притулком короля, але був відкритий для публіки невдовзі після смерті Людвіга у 1886 році. З того часу його відвідало більше ніж 61 мільйон осіб зі всього світу.
За різними оцінками Нойшванштайн є «найгарнішим» із замків і палаців Німеччини. Щороку замок відвідує понад 1,3 млн відвідувачів, а в літній час кількість туристів складає майже 6 000 за добу.
Палац посів чільне місце в кількох фільмах і був джерелом натхнення при будівництві замку Сплячої красуні в Діснейленді.

## Будівництво

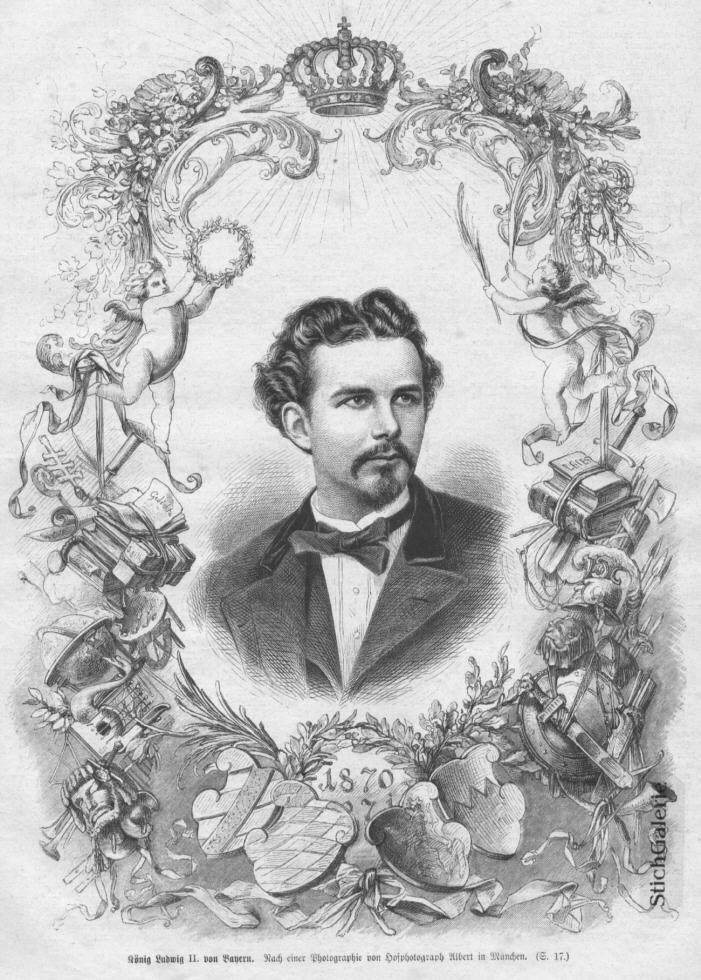
Людвіг II Баварський

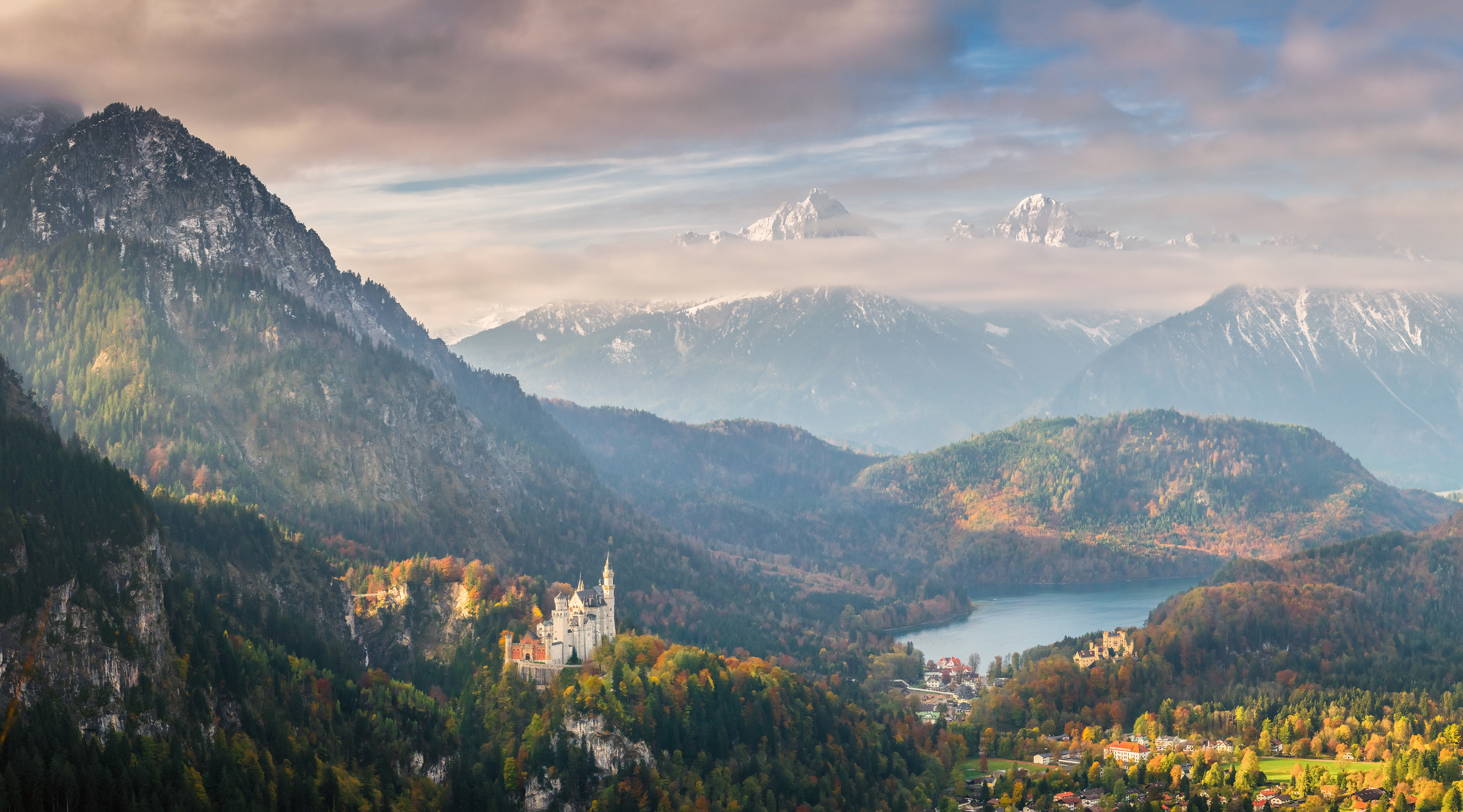
Замки Нойшванштайн та Хо́еншванґау, озеро Альпзее

Замок Нойшванштайн стоїть на місці двох фортець, переднього і заднього Швангау. Король Людвіг II наказав на цьому місці за допомогою вибуху опустити плато скелі приблизно на 8 м і створити тим самим місце для спорудження «казкового палацу». Після побудови дороги та прокладення водопроводу 5 вересня 1869 був закладений перший камінь величезного замку. Будівництво було доручене придворному архітекторові Едуарду Ріделеві. А мюнхенський театральний художник Крістіан Янк втілював його плани в ескізи, т. зв. «Ведути» (живописні зображення).
Будівництво було розпочате в 1869 році королем Людвігом II Баварським, відомим як Божевільний Людвіг. Спроєктований замок Крістіаном Янком, придворним архітектором. Нойшванштайн розміщений недалеко від замку Гоеншвангау, побудованого батьком Людвіга II, Максиміліаном II Баварським та озера Альп-Зее.
У 1869–1873 роках були побудовані ворота. Приватні покої короля на 3 поверсі, а також комфортабельні приміщення на 2 поверсі сприяли зручності всієї будови. Починаючи з 1873 року будівельні роботи велися в дуже напруженому темпі. У 1883 році будівництво палацу було завершене, було закінчене також оздоблення 1, 2, 4 та 5 поверхів. Навесні 1884 року король вже міг жити в своїх покоях на 4 поверсі, де Людвіг II провів чверть усього часу за останні два роки до своєї смерті.
За розтрату казни на будівництво Людвіг II був відсторонений від влади ще до закінчення будівництва. Після таємничої смерті Людвіга II в 1886 році замок був відкритий для відвідування.

## Внутрішнє оздоблення
Замок має добру збірку картин, що зображують сцени з різних опер Ріхарда Вагнера. Однак деякі кімнати не були оформлені і тільки 14 кімнат було завершено перед смертю Людвіга. Повністю відкритий для туристів замок був тільки за 4 роки після того, як були добудовані деякі зовнішні частини.
В інтер'єрах замку головну роль відіграють ілюстрації до опер Вагнера та старовинних німецьких легенд. Лебединий мотив — те, чим пронизана вся архітектура та художнє оформлення замку. Лебідь — геральдичний птах старовинного роду Швангау — наступником цього роду вважав себе батько Людвіга, Максиміліан II Баварський.
Ідею вартбургських залів, Святкового і Пісенного, Людвіг II втілив у залі співаків. Король обов'язково хотів побудувати цей зал, тому сам замок Нойшванштайн збудований наче навколо даного залу. Численні настінні полотна ілюструють мотиви з легенди про Парцифаля, що надихнула Вагнера до створення свого сценічного твору. У період життя короля зал співаків ніяк не використовувався. Лише в 1933 році, у 50-ту річницю з дня смерті композитора Ріхарда Вагнера та аж до початку війни в 1939 році в замку відбувалися святкові концерти. У 1969 році було прийнято рішення відновити концерти, які можна відвідати й сьогодні.
Попри те, що тронний зал не був завершений, він, без сумніву, вражає найбільше. У ньому король хотів оспівати милість Бога. Базілікоподобна закладка зі спеціальною нішею для трону повинна була говорити про релігійний зв'язок між Богом і королем. Полотна Вільгельма Гаусшільда над порожнім тронним місцем зображують шість королів, зарахованих до святих. Завершується ніша зображеннями Христа, Марії та Івана. Праворуч і ліворуч, поруч з мармуровими сходами, зображені 12 апостолів — носіїв Божої волі. Особливо красивою в цьому залі є мозаїчна підлога роботи детонації з Відня. На її поверхні видно небесну кулю із зображеннями тварин і рослин. Колони нижньої й верхньої частини тронного залу зроблені зі штучного мармуру. Нижня частина колон — пурпурного кольору, верхня частина зроблена зі штучного лазуриту.
У кінці Другої світової частина золота Рейхсбанку зберігалася у замку. В останні дні війни золото вивезли в невідомому напрямку. З чуток, воно було втоплено в найближчому озері Алат. У замку також зберігалися вкрадені коштовності, картини, меблі, які призначалися для особистої колекції Гітлера.
На Нойшванштайн відкривається красивий краєвид з найближчого мосту Marienbrücke.

## Культурні алюзії
- Замок став джерелом натхнення при будівництві замку Сплячої красуні в Паризькому Діснейленді. Однак некоректно вважати, що він був взятий за основу замків Попелюшки в інших Діснейлендах. Для них використовувався французький замок Юссе (фр. Château d'Ussé)[7][8].
- Нойшванштайн також показаний у фільмі 1968 р. Chitty Chitty Bang Bang як замок вигаданої землі Вулгарії.
- Видом Нойшванштайн був зачарований Чайковський — і саме тут, як вважають історики, у нього народився задум балету «Лебедине озеро».
- Історія Людвіга II та замку Нойшванштайн дуже цікаво показані у фільмі Лукіно Вісконті «Людвіг».

## Галерея

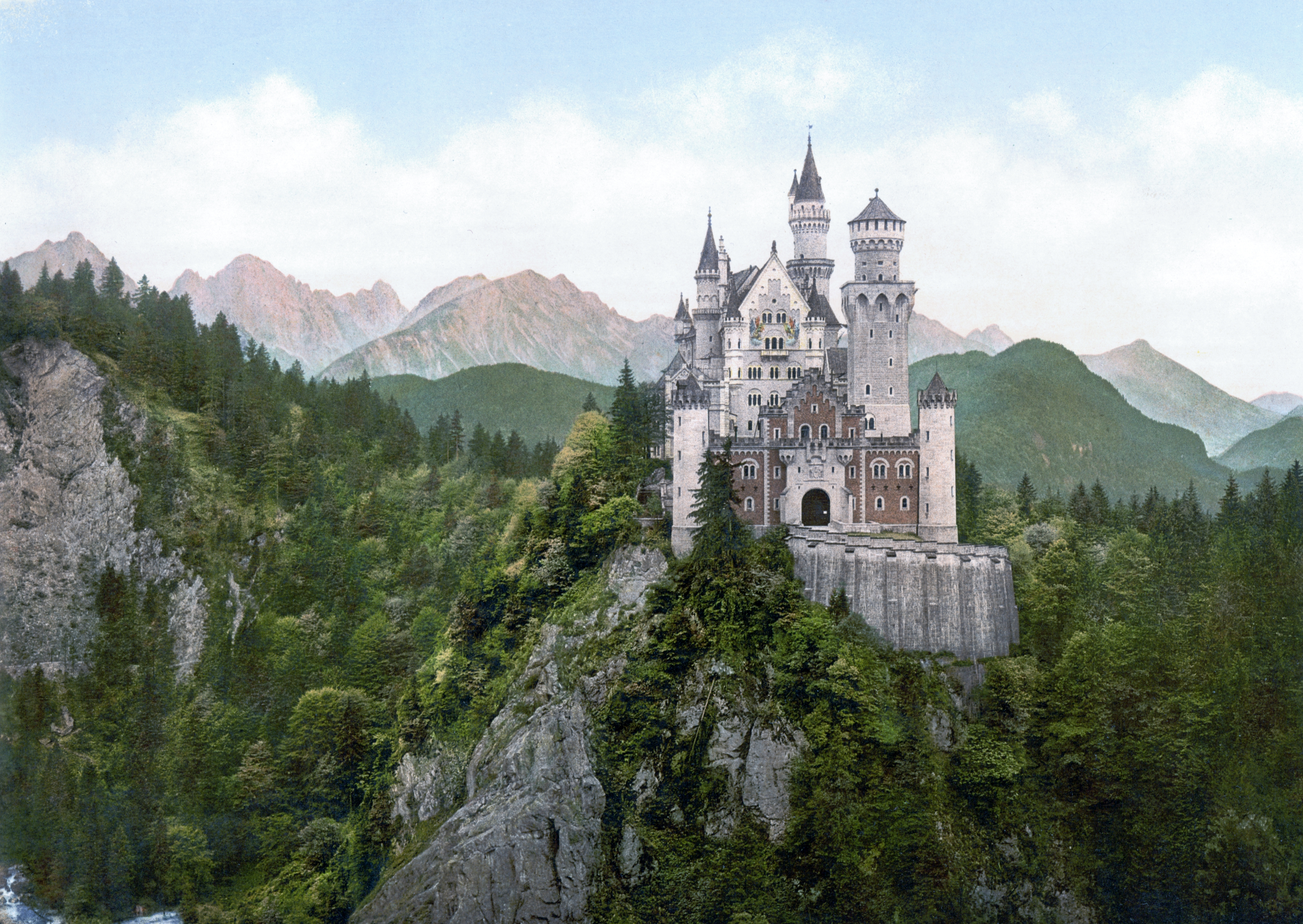
Листівка 1890
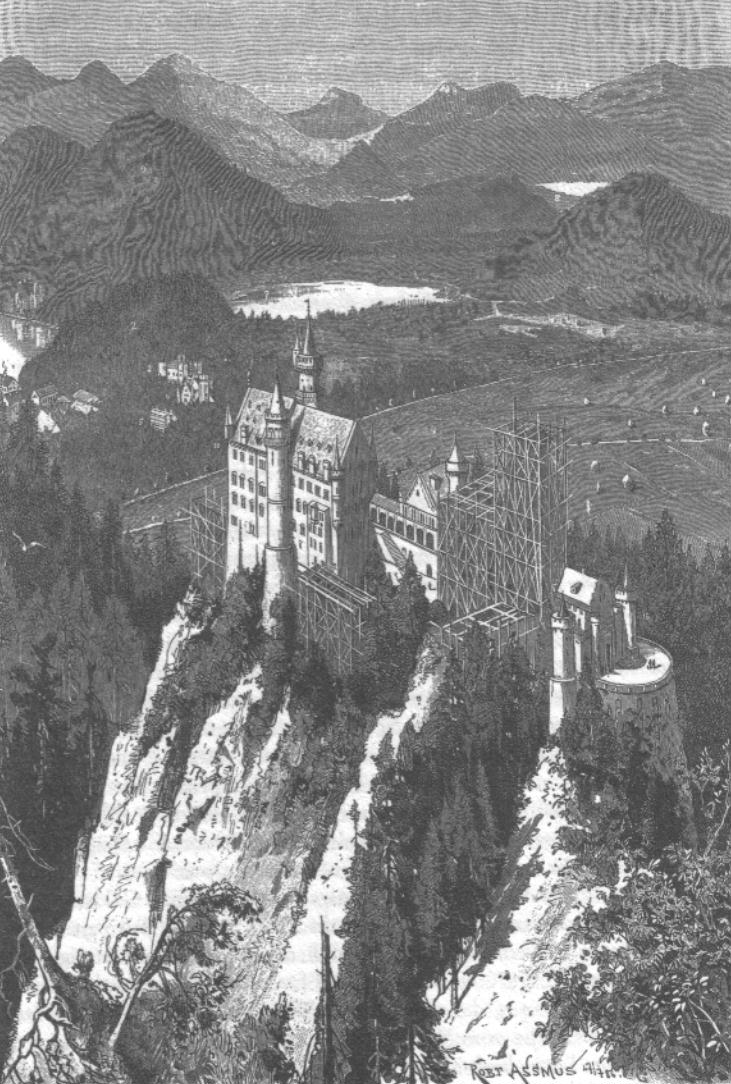
Замок у 1886 році
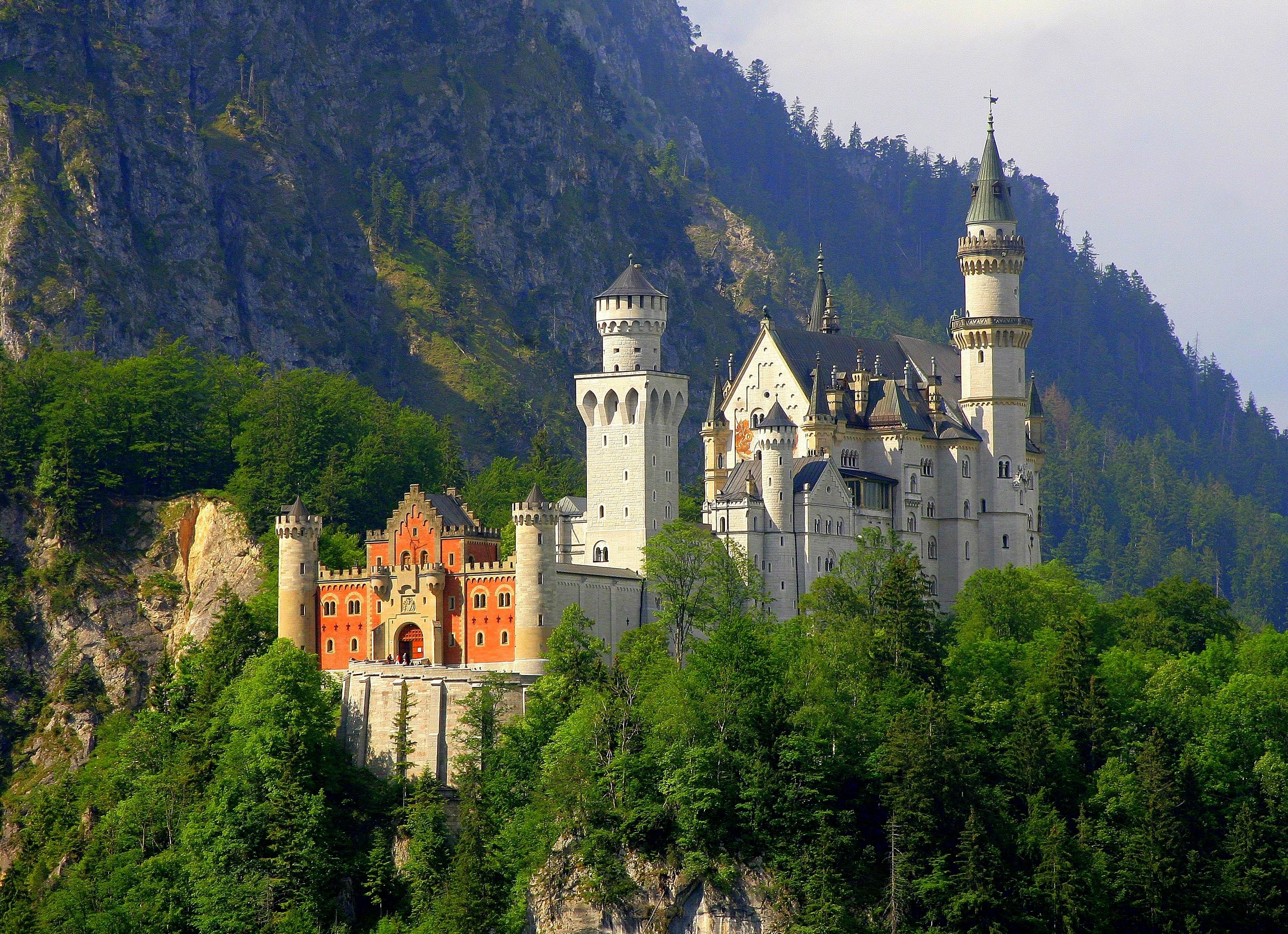
Вид на замок з долини
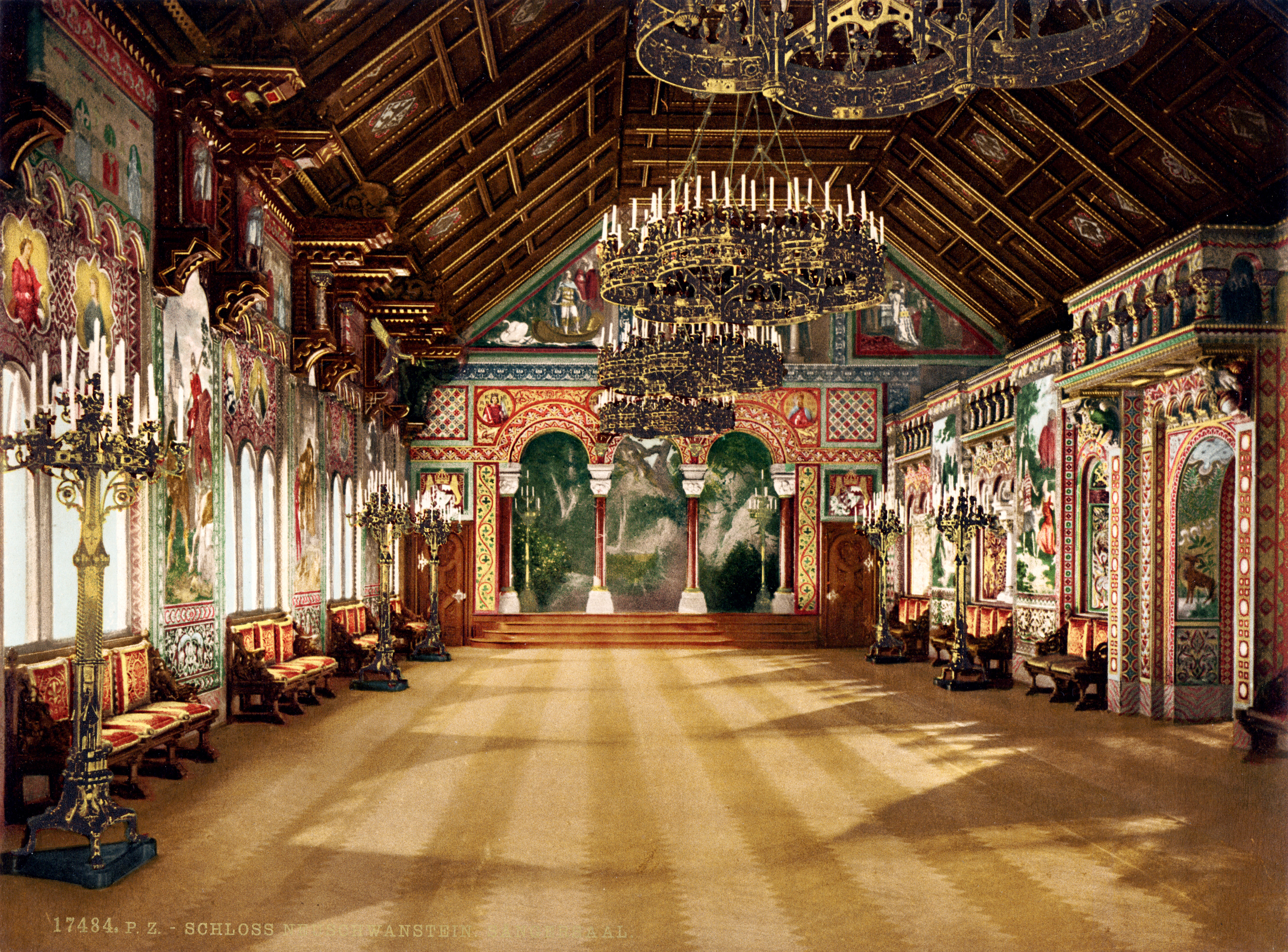
Музичний хол
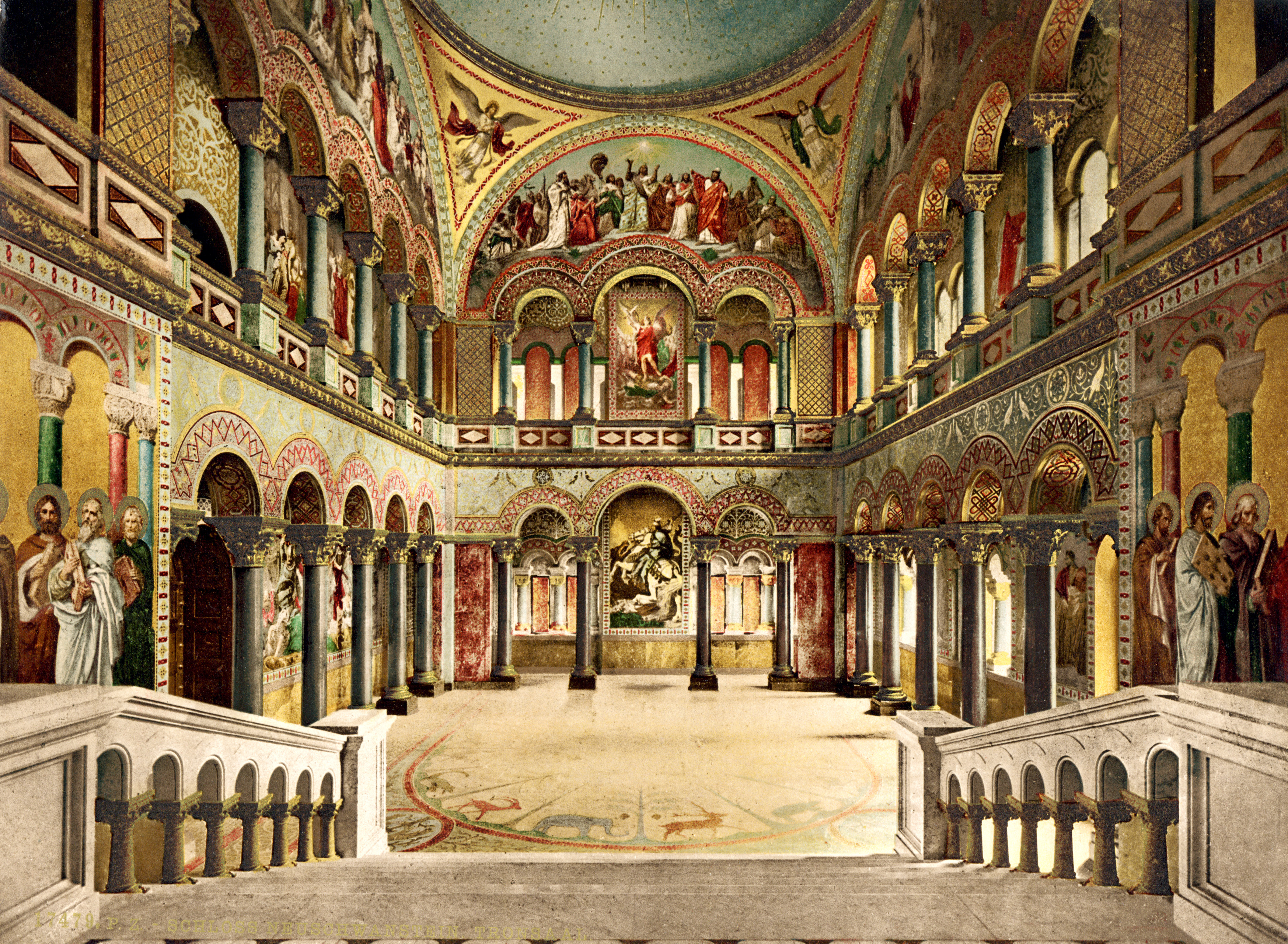
Тронна зала (поштова листівка, кінець XIX століття)
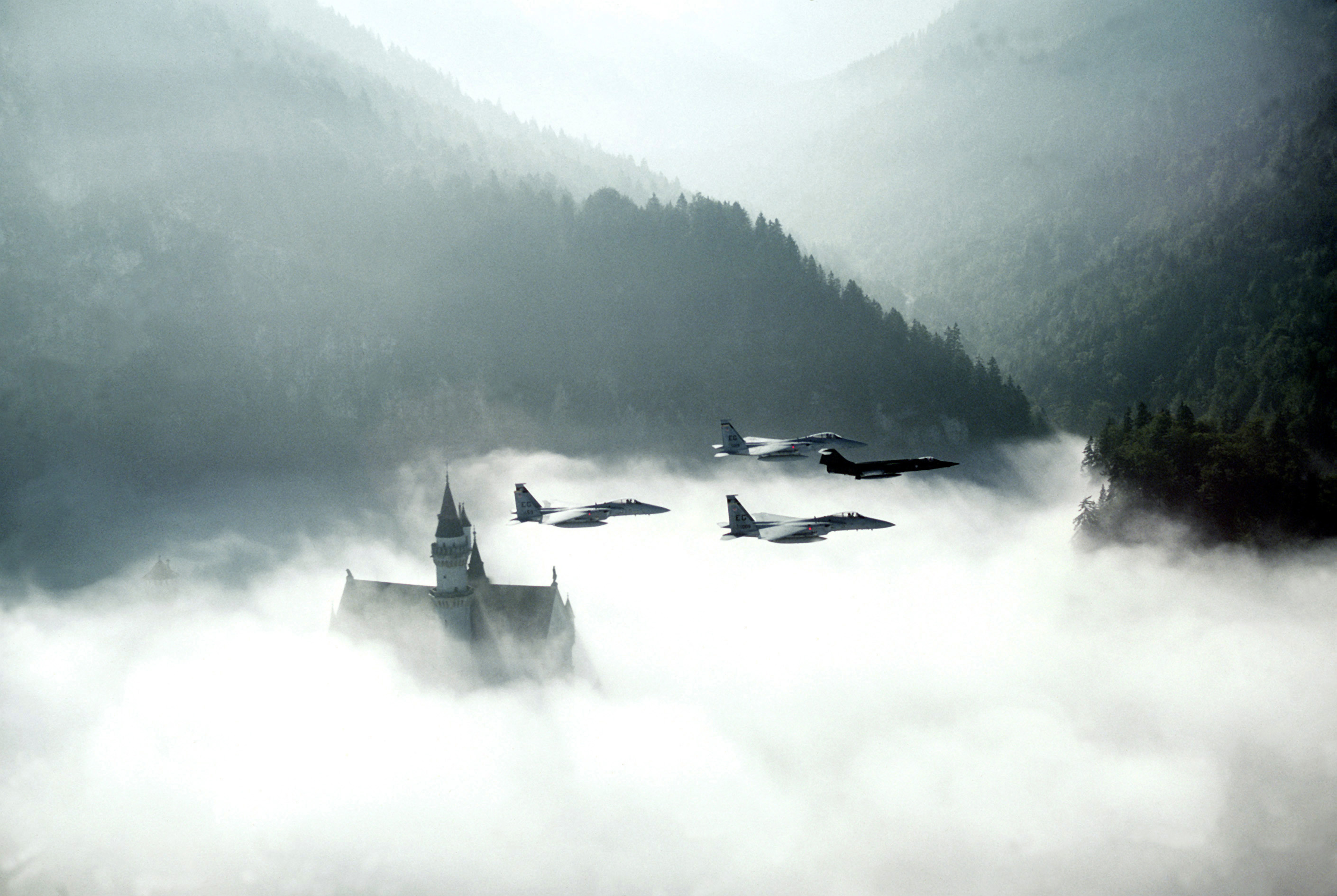
Політ трьох McDonnel Douglas F-15C 33-го Тактичного крила винищувачів, з Lockheed F-104G Starfighter у голові, що належить Люфтваффе